# Maria Elisabet Edvall
Maria Elisabet Edvall, ofta omskriven som Fru Edwall, var en svensk skådespelare, som tillhörde de mer uppmärksammade aktörerna utanför Stockholm vid 1800-talets början, särskilt i Göteborg. 
Maria Elisabet Edvall var engagerad vid Johan Peter Lewenhagens teatersällskap 1802, Johan Anton Lindqvists och därefter vid Gustaf Åbergssons teatersällskap. Hon uppträdde då på Comediehuset vid Sillgatan och på Segerlindska teatern i Göteborg 1810–1823 och räknades bland de mest framstående av Göteborgs aktörer vid denna tid. 
Bland hennes roller kan nämnas Rosina i Figaros bröllop, drottningen i Hamlet, Pernelle i Molières Tartuffe (1821), Hanna Kennedy i Schillers Maria Stuart, och modern i Abbé de l'Epée. 
Efter att Segerlindska teatern upplösts som fast teater blev hon engagerad vid Fredrik Julius Widerbergs teatersällskap och  omnämns då återigen vid detta teatersällskaps gästuppträdande på Segerlindska teatern under 1825. 
Edvall var gift med kollegan C. G. Edwall, och hade en son som också var skådespelare.